# Университет Цепеллина
Университет Цепеллина (нем. Zeppelin Universität, ZU) — частный образовательный и исследовательский университет в городе Фридрихсхафен, Германия, расположенный на берегу Боденского озера. Отличается своим небольшим размером и весьма избирательным подходом к набору студентов. Назван в честь немецкого генерала и конструктора дирижаблей Фердинанда фон Цеппелина, чей фонд является главным источником финансирования университета. Университет был основан в 2003 году и известен своим авангардным характером, а также сложным методом отбора студентов. 10 сентября 2011 года ZU получил право присуждать докторские степени и хабилитированного доктора, а также юридическое право именоваться университетом.
Университет Цеппелина является некоммерческой организацией с ограниченной ответственностью и позиционирует себя как «университет, объединяющий бизнес, культуру и политику». Университет аккредитован на национальном уровне Немецким советом по наукам и искусствам (Wissenschaftsrat). Основные курсы бакалавриата аккредитованы ACQUIN, немецким агентством по аккредитации высшего образования.

## Кампус
Университет имеет два основных кампуса во Фридрихсхафене: один на берегу Боденского озера (LakeCampus или SMH ) и близлежащий ZFCampus (или FAB3), строительство которого было завершено в 2015 году. Источником финансирования строительства главным образом было пожертвование в размере 20 миллионов евро от ZF Friedrichshafen AG. Оба кампуса современные, спроектированы известными архитекторами и содержат классы, лекционные залы, офисы, кафетерии, библиотеки, фитнес-студию и коворкинг-крыло для студентов. С 2007 по 2008 год (до закрытия аэропорта) университет имел дополнительное помещение в фойе международного аэропорта Темпельхоф в Берлине, так называемый «Институт искусства воздухоплавания».
В 2018 году кампус Fallenbrunnen был назван Немецким архитектурным музеем одним из четырёх новейших исключительных сооружений в Германии. Университет также был удостоен награды Deutsche Universitätsstiftung «Deutscher Hochschulbaupreis 2018» .

## Академический профиль
Студенты могут получить диплом бакалавра гуманитарных наук (BA с 240 ECTS ― 8 семестров) и степень магистра искусств или магистра наук (MA / M.Sc. с 120 ECTS ― 4 семестра), углубляя сформированную на бакалавриате специализацию или уходя в новую область. Университет предлагает курсы гуманитарных наук, двойные программы, а также программы развития для компаний.
В осеннем семестре 2011 года Университет Цеппелин преобразовал все свои программы бакалавриата в четырёхлетние программы. Сумма ECTS была увеличена со 180 до 240 кредитов, благодаря чему выпускники со степенью бакалавра могут закончить магистратуру после 2 семестров (60 кредитов). Дополнительный год в образовательной программе является «годом Гумбольдта», в рамках которого осуществляется работа над исследовательским проектом в одном из партнёрских университетов. Академический календарь университета Цепеллина полностью соответствует международным академическим календарям.

### Университеты-партнёры
Университет Цепеллина имеет партнёрские отношения примерно с 85 университетами. Вот некоторые из которых:
- Калифорнийский университет, Беркли
- Институт политических исследований (Париж)
- Копенгагенская школа бизнеса
- Голдсмитс
- Маастрихтский университет

### Стоимость обучения и стипендии
Обучение на программах бакалавриата стоит от 4140 до 4740 евро за семестр в зависимости от программы. Стоимость полной программы колеблется от 33 120 до 37 920 евро. Для программ последипломного образования стоимость обучения составляет от 4 380 до 7 612 евро за семестр.
Студентам, не получающим стипендии, Sparkasse Bodensee предлагает ссуды под низкие проценты. Такими кредитами пользуются более двух третей студентов. Кроме того, студенты могут подать заявку на получение гранта от ZU-Bildungsfonds.

### Процесс отбора студентов
Абитуриенты отбираются университетом в двухэтапном процессе отбора: после оценки обстоятельно написанного заявления кандидатов приглашают на аттестационный день. Кандидаты проходят несколько собеседований с профессорами, студентами, выпускниками и внешними рецензентами. Также они проходят письменные тесты. Кандидаты должны выполнить групповой проект, который представляется оценочной комиссии.
Процедура отбора в университет считается особенно сложной, и не только потому, что её методы отличаются от методов других университетов. Университет не использует numerus clausus (что широко используется в Германии), но вместо этого стремится найти студентов, которые, помимо необходимой академической квалификации, также соответствуют духу университета. В университет попадают примерно 10―15% абитуриентов.

## Взаимодействие и студенческие проекты
В университет есть около 59 студенческих групп и проектов. Это могут быть группы, связанные с политическими партиями (LHG, Jusos, RCDS), дискуссионный клуб (Soapbox ), Клуб международной политики (CIP), группа «Модель Организации Объединенных Наций» (MUN) предпринимательские группы, культурный клуб, который также организует музыкальный фестиваль в университете (SeeKult), студенческая медицинская служба (ZUFA), киноклуб, несколько музыкальных групп — некоторые из них даже известны на национальном уровне (например, RockYourLife). Студенческая радиостанция Welle20 вышла в эфир в 2008 года. За последние несколько лет появились новые инициативы, например, ярмарка вакансий «ZUtaten» или студенческая консультационная группа «Whyknot». Существует также группа студентов ERASMUS под названием «International Student Group» и клуб «Hochschulsport», который организует ряд спортивных мероприятий, таких как соревнования по волейболу, черлидингу, лакроссу, гребле и т. д.

## Научно-исследовательские институты
В университете есть различные интегрированные междисциплинарные исследовательские институты, которые частично финансируются за счёт частых пожертвований. К ним относятся Институт лидерства Zeppelin (LEIZ), поддерживаемый Karl Schlecht Stiftung, Friedrichshafener Institut für Familienunternehmen (Институт семейного бизнеса), Forschungszentrum für Verbraucher, Markt und Politik (исследовательский институт потребителей, рынков и политики). Здесь также осуществляет свою деятельность Европейский центр исследований в области устойчивого развития при поддержке Audi и Rolls-Royce Power Systems.

## Рейтинги
Университет Цепеллина — это небольшой и элитарный частный университет, предлагающий меньше образовательных программ, чем традиционные университеты Германии. Поскольку он относительно молодой и небольшой, он обычно не оценивается в международных сравнениях. Тем не менее, журнал Handelsblatt Karriere в выпуске 07/08 от 27 апреля 2007 года впервые поместил его в свой рейтинг: там экономическая программа университета заняла восьмое место.
В самом авторитетном немецком рейтинге ― CHE University Ranking, который был опубликован ZEIT Studienführer 2014/15, университетская программа «Корпоративное управление и экономика» (CME) заняла первое место, а «Политика, управление и международные отношения» (PAIR) заняла третье место в списке лучших программ по политологии. В 2011/12 году программа управления коммуникациями и культурой заняла первое место в рейтинге CHE.